# 안경
안경(眼鏡)은 눈의 굴절 이상을 보정하거나, 눈을 보호하거나, 몸을 치장하기 위한 기구이다. 안경은 안경테, 안경알로 구성되어 있다. 안경테의 경우는 사람마다 기호에 따른 차이가 있고 안경알은 사람의 시력이나 눈의 이상 정도에 따라서 다르다. 안경은 안경테가 없는 소프트렌즈와 비교될 수 있는데 안경테가 없이 눈알에 직접 착용한다는 점만 다르고 시력을 교정한다는 큰 의미로서는 같다.
안경 사용자가 근시인가 난시인가 혹은 시력에 따라서도 안경알이 달라지는데 근시인 경우 오목 렌즈를 사용하고 원시인 경우 볼록렌즈를 사용하게 된다. 안경은 테의 유무에 따라서 일반적인 안경테, 반무테, 무테로 나눌 수 있다. 안경테는 연령대에 따라서 착용하는 종류가 다르고, 사람의 기호에 따라 패션을 위해서 착용하는 종류가 다르다. 주로 젊은 세대는 안경테로 두꺼운 뿔테를 사용하고, 알이 큰 것을 착용하기도 한다. 좀 나이가 있는 직장인들은 흔히 반무테나 무테를 사용하고, 일반적인 안경테를 사용하더라도 테가 얇은 것을 사용한다. 시력에 이상이 있는 노인분들은 안경을 시력 교정의 용도말고도 돋보기의 용도로 사용하기도 한다. 근래에 안경은 패션의 일부분이 되기도 해서, 시력이 나쁘지 않더라도 도수가 없는 알을 사용하여 안경을 쓰고 다니는 사람들도 있으며, 알이 존재하지 않는 패션안경, 또는 선글라스를 이용하는 사람들도 많다.

## 안경의 효용

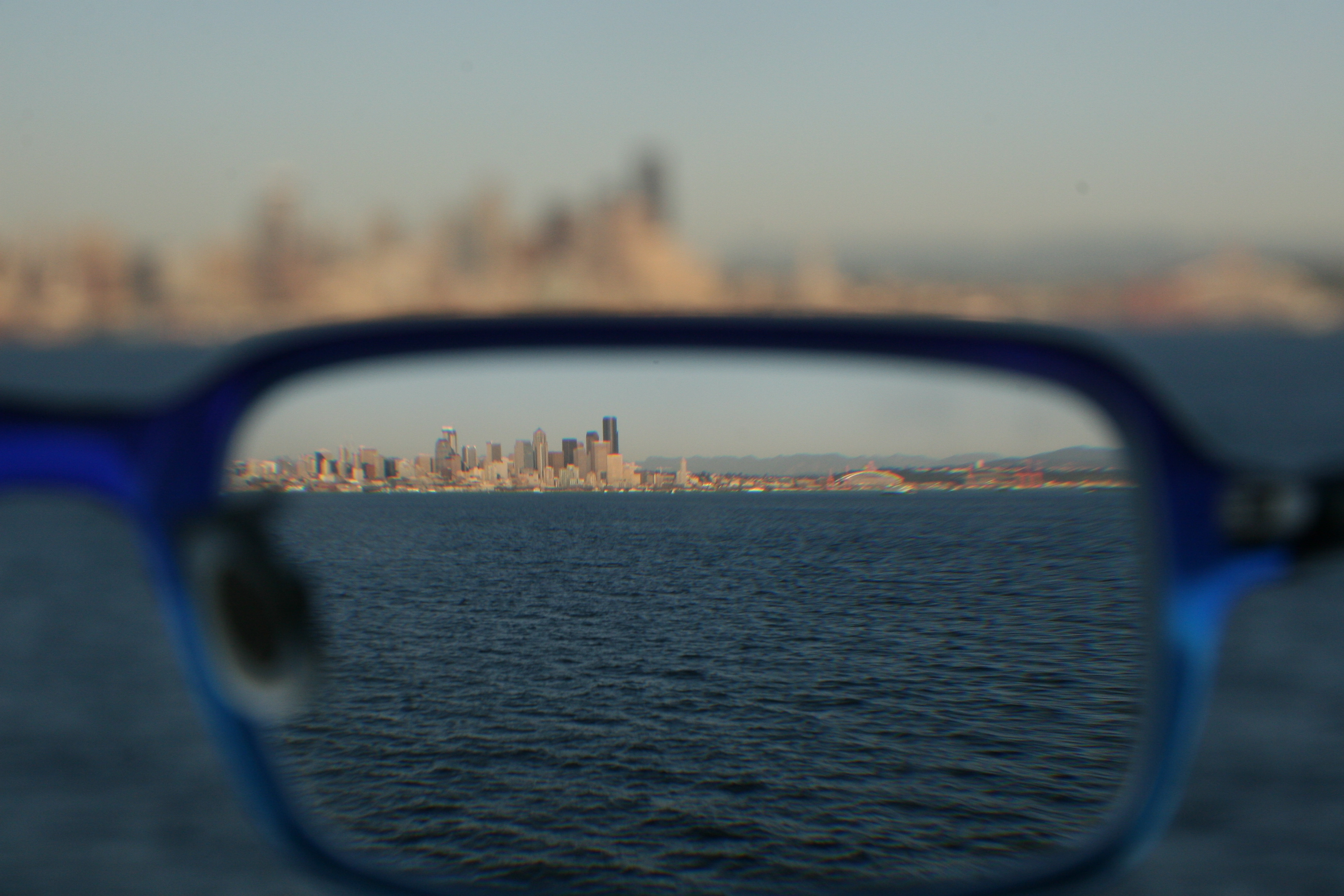
시애틀의 스카이라인. 안경을 통해 바다를 바로 볼 수 있다.

안경은 시력을 교정하는 목적 말고도, 안구를 보호하는 중요한 역할을 한다. (강한 광선으로부터 보호하는 선글라스나, 먼지가 많은 환경에서 물리적으로 보호하는 전용 안경 등 여러 목적으로 사용된다.)

## 렌즈
안과 도수 검사에 이용하는 것 말고, 일반적인 안경에는 볼록 렌즈와 오목 렌즈 등이 이용된다.

### 굴절 작용에 따른 분류
눈의 굴절 이상에 따라 다른 종류의 렌즈가 사용된다.

#### 난시
근시나 원시의 유무에 관계 없이, 대부분의 사람은 난시를 갖고 있다. 가벼운 난시에서도 교정하는 경우가 많은 한편, 가벼운 난시라면 교정하지 않는 편이 낫다는 의견도 있다. 각막난시와 수정체난시가 있다.

#### 노안
볼록 렌즈
노안은 눈의 조절 기능이 나이가 듦에 따라 약해져, 수정체를 부풀려 가까운 곳에 맞추는 것이 힘들어졌을 경우에 일어난다. 원시와는 굴절 이상의 상황은 완전히 다르지만, 원시용과 같은 볼록 렌즈로 보충할 수 있다.

### 재질에 따른 분류
주된 렌즈의 재질은 플라스틱과 유리이다. 또, 지극히 값비싼 것을 사용하는 사람은 드물지만, 인공 사파이어를 사용한 렌즈도 있다.

#### 플라스틱 렌즈
플라스틱 렌즈는 잘 갈라지지 않으며 가볍고 염색하여 색을 자유롭게 고를 수 있다는 것이 장점이다. 그러나, 긁혀서 흔적이 나기 쉬운데 보통 하드 코팅이 되긴 하지만, 유리 렌즈보다 긁히기 쉽다. 다만, 여러 개선에 따라 유리 렌즈와 같은 수준을 갖춘 제품도 있다. 렌즈가 두꺼운데, 굴절률이 높은 플라스틱이 개발되어 얇아지고 있지만, 동시에 굴절률이 높은 유리도 개발되고 있다. 열에 약한 것도 단점이다.

#### 유리 렌즈
유리 렌즈는 긁혀서 흔적이 남는 경우가 별로 없고 얇으며 열에 강한 것이 장점이다. 그러나 떨어뜨리면 갈라질 수도 있으며 플라스틱 렌즈에 비해 무거운 편이다. 깨지기 쉽기 때문에 파편으로 인해 눈에 상처를 입을 수 있다. 이로 인해 강화렌즈를 사용하기도 한다.

#### 고굴절 렌즈
통상의 안경 렌즈보다 굴절률이 높은 재질을 이용한 것을 고굴절 렌즈라고 한다. 유리, 플라스틱제 상품이 있다.
얇고 일반적으로 가벼우며 굴절률의 높이에 따라 반짝반짝한 외관이 고급스럽게 느껴지기도 하는 것이 장점이다. 단점으로는 값이 비싸며 렌즈 주변부에서 색차가 느껴질 수 있고 갈라지거나 코팅이 벗겨지기 쉬우며 비중이 높고, 크기에 비해 무거울뿐 아니라 굴절률의 높이에 따른 외관이 고급스러지 않게 느껴질 수 있다.
고굴절 렌즈의 극단적인 예로 사파이어 렌즈가 있다. 이 렌즈는 강도가 뛰어나고 유리보다 긁힘 흔적이 덜하고, 잘 갈라지지 않으며 굴절률이 높고 렌즈를 매우 얇게 할 수 있다.
특성이 매우 우수하지만 하나에 1000 만원 이상으로 매우 값이 비싸다. 로마 황제 네로는 사파이어로 만든 선글라스를 즐겨 쓰고 있었다.

### 코팅
렌즈 표면에 놓이는 코팅에는 다음과 같은 것이 있다. 메이커에 따라 불리는 이름이 달라질 수 있다.
하드 코팅렌즈가 긁혀 흔적이 남는 것을 막는다. 하드 코팅 기술이 개발되기 전의 플라스틱 렌즈는 잘 다루지 않으면 흔적이 남기 쉬워서 판매량이 저조했지만, 하드 코팅이 지원되면서부터 실제 사용하는 데에 크게 문제가 없어, 판매량으로 유리 렌즈를 능가하기에 이르렀다. 지금은 하드 코팅이 되지 않는 플라스틱 렌즈는 사실상 생산되지 않고 있다.
반사 방지 코팅빛이 반사되는 것을 막는다. 이 코팅이 없으면 쓰는 사람 스스로 렌즈 이면에 자신의 눈이 비쳐 보이거나 뒤에서 나오는 빛이 반사해서 신경이 쓰일 수 있다. 가까이에 있는 사람이 보았을 때 하얗게 빛나 보이지 않는 것이 외관상의 장점이 될 수 있다. 다만 이것은 가치관이나 취향의 문제이다. 보통 아무런 언급이 없으면 이 코팅은 기본적으로 채용된다. 가격을 낮추기 위해 이 코팅을 생략하는 일은 거의 없다.
오염 방지 코팅렌즈를 더럽히지 않게 하거나, 더러운 물질을 닦아내기 쉽게 한다.
자외선 차단 코팅유리, 플라스틱에서도 소재 자체에 자외선이 투과하지 않는 성질이 있어서 자외선을 차단하지 않는 렌즈를 만드는 것이 어렵지만, 좀 더 완전하게 차단하기 위해 코팅을 하는 경우도 있다.
흐림 방지 코팅액체를 정기적으로 붙임으로써 렌즈가 흐려지는 것을 막는다.
충격 흡수 코팅(프라이머)렌즈에 충격을 가했을 때, 이 코팅으로 보다 강도를 올릴 수 있다.

### 편광 렌즈
낚시할 때나 스키를 탈 때에는 시야를 확보해야 하거나 눈을 보호해야 하기 때문에, 물 위나 눈 위의 표면 반사 빛을 차단하는 편광 렌즈가 이용된다.

## 안경테
안경의 렌즈를 눈 앞에 고정하기 위한 범위를 프레임 또는 안경테라고 한다. 안경테에 장식을 부착하거나 디자인을 하고 패션과 착용감의 상징이 되고있다.

### 종류
- 뿔테
- 반무테
- 무테
- 솔텍스
- 하금테

## 역사
1306년 2월 23일 전달된 설교에 따르면 최초의 안경은 약 1286년 이탈리아에서 피사의 요르단(Giordano da Pisa, ca. 1255–1311년)이 만들었다.: "시력을 좋게 하는 안경 만드는 법을 알아낸지 20년이 채 되지 않았습니다... 이를 발견하고 실행해 옮긴 사람을 보았고 그에게 말을 걸었어요." 그의 친구 Alessandro della Spina of Pisa (d. 1313년)는 곧 안경을 만들어냈다. Ancient Chronicle of the Dominican Monastery of St. Catherine in Pisa의 기록에 따르면 다음과 같다: "다른 누군가가 최초로 안경을 만들었으나 그는 다른 사람과 함께 쓰지 않으려 했었죠. 그(Spina)는 이것을 만들어서 기쁜 마음으로 다른 사람들과 함께 공유했습니다."

### 한국
한국에서는 학봉 김성일이 사용한 안경이 최초의 안경으로 여겨지며 조선 숙종 때인 17세기에 안경이 청나라 상인을 통해 국내에 유입되었다. 정조는 안경을 신기하게 여기면서도 눈이 좋지 않아 안경을 끼고 정무를 보기도 했다.
안경을 처음 접하고 놀라워한 조선 후기의 문신, 시인인 이서우(李瑞雨)는 안경을 묘사한 시를 지어 남기기도 했다.
| “ | 둥그렇게 다음은 수정 알 한 쌍 눈에 끼면 가는 글씨 파리 대가리만하네 우습다. 옥루(玉樓. 코) 끼여 괴로우니 향로에서 나는 향기를 맡을 수 없네. | ” |

## 같이 보기
- 안경닦개
- 편안경
- 굴절 이상
- 콘택트 렌즈
- 선글라스
- 고글
- 물안경
- 구글 안경
- 돋보기
- 시력교정수술
- 렌즈
- 시력